# Olga Lugina
Olga Lugina (née le 8 janvier 1974) est une joueuse de tennis soviétique puis ukrainienne, professionnelle de la fin des années 1980 à 1999.
Pendant sa carrière, elle a gagné deux tournois WTA en double.

## Palmarès

### Titres en double dames
| No | Date       | Nom et lieu du tournoi | Catégorie | Dotation  | Surface      | Partenaire       | Finalistes                    | Score         |          |
| -- | ---------- | ---------------------- | --------- | --------- | ------------ | ---------------- | ----------------------------- | ------------- | -------- |
| 1  | 16-09-1996 | Warsaw Cup Varsovie    | Tier III  | 164 250 $ | Terre (ext.) | Elena Pampoulova | Alexandra Fusai Laura Garrone | 1-6, 6-4, 7-5 | Parcours |
| 2  | 13-07-1998 | Warsaw Cup Varsovie    | Tier III  | 164 250 $ | Terre (ext.) | Karina Habšudová | Liezel Horn Karin Kschwendt   | 7-6, 7-5      | Parcours |

### Finale en double dames
| No | Date       | Nom et lieu du tournoi           | Catégorie | Dotation  | Surface      | Vainqueures                    | Partenaire     | Score    |          |
| -- | ---------- | -------------------------------- | --------- | --------- | ------------ | ------------------------------ | -------------- | -------- | -------- |
| 1  | 05-07-1999 | Egger Tennis Festival Pörtschach | Tier IVb  | 112 500 $ | Terre (ext.) | Silvia Farina Karina Habšudová | Laura Montalvo | 6-4, 6-4 | Parcours |

## Parcours en Grand Chelem

### En simple dames
| Année | Open d'Australie | Open d'Australie | Internationaux de France | Internationaux de France | Wimbledon       | Wimbledon       | US Open         | US Open     |
| ----- | ---------------- | ---------------- | ------------------------ | ------------------------ | --------------- | --------------- | --------------- | ----------- |
| 1997  | -                | -                | -                        | -                        | -               | -               | 1er tour (1/64) | Tara Snyder |
| 1998  | 1er tour (1/64)  | Cristina Torrens | 1er tour (1/64)          | Alexia Dechaume          | 1er tour (1/64) | Seda Noorlander | -               | -           |

À droite du résultat, l’ultime adversaire.

### En double dames
| Année | Open d'Australie                | Open d'Australie         | Internationaux de France     | Internationaux de France   | Wimbledon                     | Wimbledon                  | US Open                       | US Open                    |
| ----- | ------------------------------- | ------------------------ | ---------------------------- | -------------------------- | ----------------------------- | -------------------------- | ----------------------------- | -------------------------- |
| 1994  | -                               | -                        | 2e tour (1/16) E. Pampoulova | N. Bradtke Elna Reinach    | 2e tour (1/16) E. Pampoulova  | Lori McNeil Rennae Stubbs  | -                             | -                          |
| 1995  | 2e tour (1/16) E. Pampoulova    | Linda Wild Chanda Rubin  | 1er tour (1/32) Clare Wood   | Nicole Arendt L. Davenport | 1er tour (1/32) Nanne Dahlman | M. McGrath L. Neiland      | 1er tour (1/32) Clare Wood    | K. Kschwendt Rene Simpson  |
| 1996  | -                               | -                        | 3e tour (1/8) E. Pampoulova  | L. Davenport MJ Fernández  | 1er tour (1/32) E. Pampoulova | Lisa Raymond Rennae Stubbs | 1er tour (1/32) E. Pampoulova | C. Martínez P. Tarabini    |
| 1997  | -                               | -                        | 1er tour (1/32) Elena Wagner | Yayuk Basuki Caroline Vis  | 2e tour (1/16) Elena Wagner   | L. Neiland Helena Suková   | 1er tour (1/32) Elena Wagner  | MJ Fernández Anke Huber    |
| 1998  | 1er tour (1/32) Louarsabishvili | M. Grzybowska H. Nagyová | 1er tour (1/32) Elena Wagner | Katrina Adams M. Bollegraf | 1er tour (1/32) K. Habšudová  | A. Coetzer S. Testud       | 2e tour (1/16) E. Tatarkova   | Chanda Rubin Irina Spîrlea |
| 1999  | -                               | -                        | 1er tour (1/32) Kulikovskaya | C. Cristea R. Dragomir     | 1er tour (1/32) Maja Murić    | A. Coetzer Gorrochategui   | 1er tour (1/32) L. Montalvo   | C. Martínez P. Tarabini    |

sous le résultat, la partenaire ; à droite, l’ultime équipe adverse.

### En double mixte
| Année | Open d'Australie | Open d'Australie | Internationaux de France | Internationaux de France | Wimbledon                     | Wimbledon                | US Open | US Open |
| ----- | ---------------- | ---------------- | ------------------------ | ------------------------ | ----------------------------- | ------------------------ | ------- | ------- |
| 1998  | -                | -                | -                        | -                        | 3e tour (1/8) A. Olhovskiy    | V. Williams J. Gimelstob | -       | -       |
| 1999  | -                | -                | -                        | -                        | 1er tour (1/32) N. Djordjevic | C. Cristea S. Humphries  | -       | -       |

sous le résultat, le partenaire ; à droite, l’ultime équipe adverse.

## Parcours aux Jeux olympiques

### En double dames
| # | Date       | Nom de l'olympiade      | Surface    | Résultat        | Partenaire        | Ultimes adversaires            | Score   |          |
| - | ---------- | ----------------------- | ---------- | --------------- | ----------------- | ------------------------------ | ------- | -------- |
| 1 | 23/07/1996 | Summer Olympics Atlanta | Dur (ext.) | 1er tour (1/16) | Natalia Medvedeva | Manon Bollegraf Brenda Schultz | forfait | Parcours |

## Classements WTA en fin de saison

### En simple
| Année | 1991 | 1992 | 1993 | 1994 | 1995 | 1996 | 1997 | 1998 | 1999 |
| Rang  | 410  | 361  | 372  | 278  | 195  | 190  | 103  | 163  | 561  |

source : (en) « Classements de Olga Lugina », sur le site officiel du WTA Tour

### En double
| Année | 1991 | 1992 | 1993 | 1994 | 1995 | 1996 | 1997 | 1998 | 1999 |
| Rang  | 307  | 253  | 186  | 46   | 119  | 50   | 69   | 71   | 126  |

source : (en) « Classements de Olga Lugina », sur le site officiel du WTA Tour